# Lorenzo Ferrero
Lorenzo Ferrero (nacido en Turín en 1951) es un compositor contemporáneo italiano, libretista, autor y editor de libros. Comenzó a componer a una edad temprana y ha escrito más de cien composiciones, incluyendo doce óperas, tres ballets, obras vocales y piezas para orquesta de cámara y solistas instrumentales. Su lenguaje musical se caracteriza por el eclecticismo, la versatilidad estilística y una lengua neo-tonal.

## Biografía
Estudió composición entre 1969 y 1973 con Massimo Bruni y Enore Zaffiri en Conservatorio de Música de Turín y filosofía con Gianni Vattimo y Massimo Mila en la Universidad de Turín, ganando un título en estética con una tesis sobre John Cage en 1974.
Su temprano interés por la psicología de la percepción y la psicoacústica lo llevó al IMEB, el Instituto Internacional de Música Electroacústica de Bourges, Francia, donde realizó investigaciones sobre la música electrónica entre 1972 y 1973, IRCAM en París, y en la Musik/Dia/Licht/Film Galerie de Múnich, Alemania, en 1974.

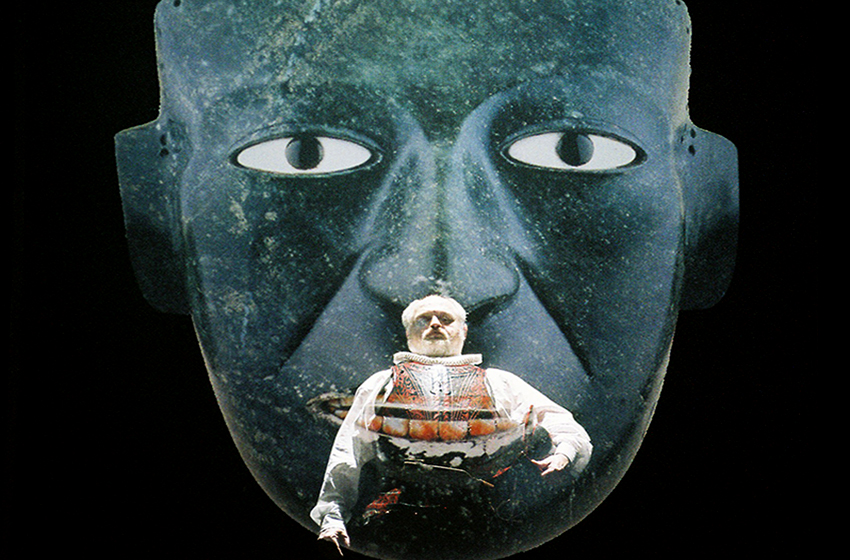
Escena de la ópera La Conquista, 2005

Lorenzo Ferrero ha recibido encargos de numerosos festivales e instituciones, sus obras se realizan constantemente a lo largo de Europa y América del Norte, sobre todo en Italia, Alemania, Francia, Gran Bretaña, España, Finlandia, Rusia, la República Checa y Estados Unidos. Sus composiciones más populares son las óperas Marilyn, La figlia del mago, Charlotte Corday, Salvatore Giuliano, La Conquista, y Risorgimento!, el primer Concierto para piano, el Triple Concierto para violín, violonchelo y piano, el conjunto de seis poemas sinfónicos La Nueva España, el ciclo de la canción Canzoni d'amore, Parodia, Ostinato, Glamorama Spies, Capriccio para piano y orquesta de cuerdas, Tempi di quartetto para cuarteto de cuerdas y el ballet Franca Florio, regina di Palermo. En 1986 participó en el Prix Italia con su obra La fuga di Foscolo. Su música está publicada por la Casa Ricordi Milan. 
Como gestor de eventos de arte, ha actuado como director artístico del Festival Puccini en Torre del Lago (1980–84), Unione musicale en Turín (1983–87), Arena di Verona (1991–94), y la feria de Musica 2000. En 1999 cofundó y coordinó la Festa della Musica, un escaparate de música clásica, jazz y música del mundo, celebrada en Milán, y cuatro años más tarde dirigió el Festival de Ravello. 

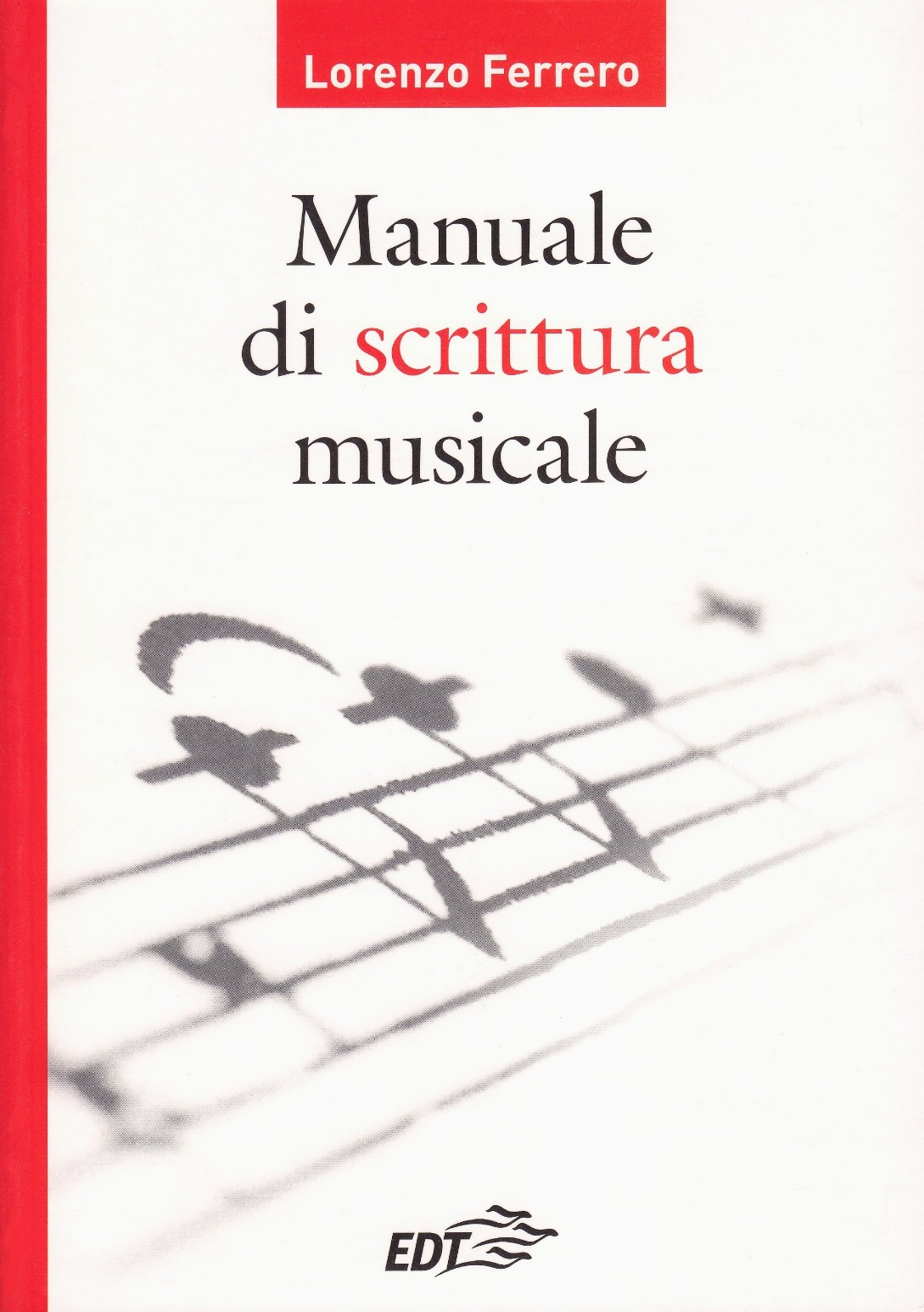

En 2007 Ferrero fue nombrado miembro del consejo de administración y elegido vicepresidente de la SIAE, la Asociación de los autores y editores italianos. Ese mismo año publicó el Manuale di scrittura musicale, un manual que describe las reglas básicas de la escritura de la música correcta y elegante tanto desde el punto de vista ortográfico como gráfico, que está dirigido a todos los compositores, musicólogos, profesores, estudiantes y copia-editores que necesiten consejos prácticos. En 2008, tradujo, editó y publicó Lo studio dell'orchestrazione, la edición italiana de The Study of Orchestration de Samuel Adler, un hito en los manuales de orquestación. 
Lorenzo Ferrero estaba profesor de composición en el Conservatorio de Milán de 1980 a 2016. Sus designaciones docentes incluyen posiciones en St. Mary's College of Maryland y LUISS Business School, una división de Libera Università Internazionale degli Studi Sociali Guido Carli de Roma. Por otra parte, en nombre de la Unión Nacional Italiana de compositores, libretistas y autores, cofundó ECSA, la Alianza Europea de Compositores y Compositores de Canciones, y de 2011 a 2017 estaba presidente del CIAM, el Consejo Internacional de Creadores de Música. Actualmente Lorenzo Ferrero es el presidente honorario del CIAM.
Ferrero apareció en New Grove Dictionary of Opera como "el más exitoso compositor de ópera de su generación en Italia," y en The New Penguin Opera Guide como "un exponente principal de las tendencias neo-tonales comunes a una serie de compositores italianos de su generación, que ha defendido un tipo de narrativa de teatro musical que tiene como objetivo captar a un público más amplio que el alcanzado por los herederos de la tradición modernista."

## Obras
Además de las obras originales que se enumeran a continuación, Lorenzo Ferrero terminó la orquestación de la tercera versión de la ópera La rondine de Giacomo Puccini, que posteriormente fue estrenada en el Teatro Regio de Turín el 22 de marzo de 1994. Con un grupo de otros seis compositores italianos escribió el Requiem per le vittime della mafia, una composición de colaboración para solistas, coro y orquesta sobre un texto italiano de Vincenzo Consolo. El réquiem se tocó por primera vez en la Catedral de Palermo el 27 de marzo de 1993. Además, escribió la música para ceremonia de apertura del Campeonato Mundial de Esquí Alpino de 1997, incluyendo el himno oficial, música incidental para obras de teatro y una banda sonora. El musicólogo británico David Osmond-Smith describe su estilo como "una desenfadada síntesis de las tradiciones clásica y el pop [...] que nunca olvida a sus precursores del siglo 19."

### Ópera
- Rimbaud, ou Le Fils du soleil (1978) quasi un melodramma en tres actos
- Marilyn (1980) scene degli anni ‘50 en dos actos
- La figlia del mago (1981) giocodramma melodioso en dos actos
- Mare nostro (1985) ópera cómica en dos actos
- Night (1985) ópera en un acto
- Salvatore Giuliano (1986) ópera en un acto
- Charlotte Corday (1989) ópera en tres actos
- Le Bleu-blanc-rouge et le noir (1989) ópera de marionetas
- La nascita di Orfeo (1996) acción musical en un acto
- La Conquista (2005) ópera en dos actos
- Le piccole storie: Ai margini delle guerre (2007) ópera de cámara en un acto
- Risorgimento! (2011) ópera en un acto

### Ballet
- Invito a nozze (1978) ballet
- Lotus Eaters (1985) ballet
- Franca Florio, regina di Palermo (2007) ballet en dos actos

### Música orquestal
- Ellipse IV (Waldmusik) (1977) para grupo folclórico ad libitum
- Romanza seconda (1977) para fagot y cuerdas
- Arioso (1977) para orquesta y electrónica en vivo
- Arioso II (1981) para gran orquesta
- Balletto (1981) para orquesta
- My Blues (1982) para orquesta de cuerdas
- Thema 44 (ad honorem J. Haydn) (1982) para pequeña orquesta
- Ombres (1984) para orquesta y electrónica en vivo
- The Miracle (1985) suite para orquesta
- Intermezzo notturno desde Mare nostro (1985) para pequeña orquesta
- Intermezzo "Portella della Ginestra" desde Salvatore Giuliano (1986) para orquesta
- Four Modern Dances (1990) para pequeña orquesta
- Zaubermarsch (1990) para pequeña orquesta
- Concerto per pianoforte e orchestra (1991)
- Paesaggio con figura (1994) para pequeña orquesta
- Concerto per violino, violoncello, pianoforte e orchestra (1994–95)
- Palm Beach Overture (1995) obertura para orquesta
- Capriccio (1996) para piano y orquesta de cuerdas
- Three Baroque Buildings (1997) concertino para fagot, trompeta y cuerdas
- Championship Suite (1997) para gran orquesta
- Storie di neve (1997) música para ceremonia de apertura del Campeonato Mundial de Esquí Alpino de 1997
- La Nueva España (1992–99), un conjunto de seis poemas sinfónicos
  - La ruta de Cortés (1992)
  - La noche triste (1996)
  - Memoria del fuego (1998)
  - Presagios (1999)
  - El encuentro (1999)
  - La matanza del Templo Mayor (1999)
- Rastrelli in Saint Petersburg (2000) concertino para oboe y orquesta de cuerdas
- Two Cathedrals in the South (2001) concertino para trompeta y orquesta de cuerdas
- Five Easy Pieces (2002)  transcripción para orquesta
- Guarini, the Master (2004) concertino para violín y cuerdas
- DEsCH (2006) para oboe, fagot, piano, y orquesta
- Quattro variazioni su un tema di Banchieri: 2 Agosto. Prima variazione (2008) para órgano y orquesta
- Concerto per pianoforte e orchestra No. 2 (2009)
- Fantasy Suite No. 2 (2009) para violín y orquesta

### Música de cámara e instrumental
- Primavera che non vi rincresca (1971) pieza de cinta electrónica
- Ellipse III (1974) para 4 músicos/conjuntos
- Siglied (1975)  para orquesta de cámara
- Romanza senza parole (1976) para conjunto de cámara
- Adagio cantabile (1977) para pequeña orquesta
- Variazioni sulla notte (1980)  para guitarra
- Respiri (1982) para flauta y piano
- Soleils (1982) para arpa
- Ellipse (1983) para flauta
- Onde (1983) para guitarra
- My Rock (1985) (versiones para piano y para big band)
- Empty Stage (1985) para 4 clarinetes y piano
- My Blues (1986) para flauta y piano
- Passacaglia (1986) para flauta, clarinete y cuarteto de cuerda
- Ostinato  (1987) para 6 violoncelli
- Parodia (1990)  para conjunto de cámara
- Discanto sulla musica sull'acqua di Handel (1990) para flauta, oboe, clarinete, clarinete bajo, cuerno francés, y percusión
- Cadenza (1990)  para clarinete y marimba
- Musica per un paesaggio (1990)  para pequeña orquesta
- Movimento americano (1992) para oboe, clarinete, fagot y cuarteto de cuerda
- Ostinato (1993)  para dos violoncelli y cuerdas
- Portrait (1994) para cuarteto de cuerda
- Seven Seconds (1995) para clarinete, violín y piano
- Shadow Lines (1995) para flauta bajo y electrónica en vivo
- My Piece of Africa (1996) para violín, viola, violoncello y contrabajo
- Five Easy Pieces (1997) para flauta y piano
- Tempi di quartetto (1996–98) para cuarteto de cuerda
- Glamorama Spies (1999) para flauta, clarinete, violín, violoncello y piano
- Sonata (2000) para viola y piano
- Moonlight Sonata (2001) para 5 instrumentos de percusión
- Three Baroque Buildings in a Frame (2002) para flauta y cuarteto de cuerda
- Macuilli Mexihcateteouch - Five Aztec Gods (2005) para cuarteto de cuerdas
- Haring at the Exhibition (2005) pieza de ambient
- Fantasy Suite (2007) para flauta, violonchelo y piano
- Freedom Variations (2008) para trompeta y orquesta de cámara
- Tourists and Oracles (2008) para once instrumentos y piano a cuatro manos
- Three Simple Songs (2009) para flauta, clarinete, violín, violoncello y piano
- Venice 1976 (A Parody) (2013) para flauta, clarinete, violín, violoncello y piano
- Country Life (2015) para saxofón y piano
- A Night in Nashville (2015) para saxofón y piano

### Música para piano
- Aivlys (1977)
- My Rag (1982)
- My Blues (1982)
- My Rock (1983)
- Rock my Tango (1990)
- Five Easy Pieces (1994)
- Seven Portraits of the Same Person (1996)
- Op.111 - Bagatella su Beethoven (2009)

### Órgano y clave
- Ellipse II (1975) para clave/clavicordio
- A Red Wedding Dress (1998) para órgano

### Música coral y vocal
- Fawn (1969/70) para voz y sintetizador en directo
- Immigrati (1969/70) para voz y sintetizador en directo
- Ellipse III (1974) para 4 voces/coros
- Ghost Tantra (1975) para voz y sintetizador
- Missa brevis (1975) para 5 voces y dos sintetizadores
- Le Néant où l'on ne peut arriver (1976) oratorio para voces solistas, coro mixto y orquesta
- Non parto, non resto (1987) para coro mixto
- Introito, desde Requiem per le vittime della mafia (1993) para coro y orquesta

- Night of the Nite (1979) desde Marilyn para soprano y piano
- Canzoni d'amore (1985) para voz y conjunto de cámara
- La fuga di Foscolo (1986) para 4 solistas, altavoces y pequeña orquesta
- Poi andro in America (1986) desde Salvatore Giuliano para voz y orquesta
- Ninna-nanna (1986) para tenor y piano
- La Conquista (2006) suite sinfónica-coral
- Canti polacchi (2010) para coro femenino y orquesta
- Senza parole (2012) para coro mixto

### Música incidental y teatro
- Nebbia di latte (1987) para flauta y electrónica en vivo
- La cena delle beffe (1988) música de escena para Carmelo Bene
- Maschere (1993) para cuarteto de cuerda, para Le Massere de Carlo Goldoni
- Lontano dagli occhi (1999) para un actor, 4 voces y cuarteto con piano
- Mozart a Recanati (2006) para una actriz, 1 voz, trío de cuerdas, clarinete y piano

### Música para películas
- Anemia

### Libros y contribuciones en libros
- Ferrero, Lorenzo. Manuale di scrittura musicale. Torino: EDT Srl, 2007.
- Ferrero, Lorenzo, ed. Lo studio dell'orchestrazione. Torino: EDT Srl, 2008.
- Capellini, Lorenzo. Nascita di un'opera: Salvatore Giuliano. Bologna: Nuova Alfa Editoriale, 1987.
- Ostali, Piero (ed.) Il Piccolo Marat: Storia e rivoluzione nel melodramma verista. Atti del terzo convegno di studi su Pietro Mascagni. Milan: Casa Musicale Sonzogno, 1990.
- Harpner, S. (ed.) Über Musiktheater: Eine Festschrift. Munich: Ricordi, 1992.
- Pozzi, S. (ed.) La musica sacra nelle chiese cristiane. Bologna: Alfastudio, 2002.
- Donati, P. and Pacetti, E. (eds.) C'erano una volta nove oscillatori... Lo studio di fonologia della Rai di Milano nello sviluppo della nuova musica in Italia. Teche. Rome: RAI Teche; Milano: Scuole civiche di Milano, Fondazione di partecipazione, Accademia internazionale della musica, Istituto di ricerca musicale; Rome: RAI-ERI, 2002.
- Maurizi, P. (ed.) Quattordici interviste sul «nuovo teatro musicale» in Italia. Perugia: Morlacchi Editore, 2004.
- Varga, Bálint Ándras (ed.) The Courage of Composers and the Tyranny of Taste: Reflections on New Music, Rochester: University of Rochester Press, 2017.
- Zurletti, S. (ed.) Ars nova. Ventuno compositori italiani di oggi raccontano la musica, Roma: Castelvecchi Editore, 2017.

## Discografía
| Año  | Título | Género         | Compañía discográfica |
| ---- | --- | -------------- | --------------------- |
| 1991 | Lorenzo Ferrero - Concerto per pianoforte e orchestra, Parodia, Ostinato, Canzoni d'amore                                                          | Música clásica | Nuova Era             |
| 1992 | Lorenzo Ferrero - Mare nostro | Música clásica | Ricordi               |
| 1998 | Lorenzo Ferrero - Different Views: La ruta de Cortés, La noche triste, Championship Suite, Palm Beach Overture                                     | Música clásica | BMG Ricordi           |
| 1999 | Lorenzo Ferrero - Capriccio per pianoforte e archi, Concerto per violino, violoncello, pianoforte e orchestra, Concerto per pianoforte e orchestra | Música clásica | BMG Ricordi           |
| 2000 | Lorenzo Ferrero - La Nueva España | Música clásica | Naxos                 |
| 2013 | Lorenzo Ferrero - Tempi di quartetto | Música clásica | Klanglogo             |
| 2020 | Lorenzo Ferrero - A Life in Waves: Four Modern Dances, Intermezzo Notturno, Parodia, Paesaggio con Figura, My Blues                                | Música clásica | Klanglogo             |
| 2021 | Lorenzo Ferrero – Baroque Revisited: Rastrelli in Saint Petersburg, Tree Baroque Buildings, Guarini, the Master, Two Cathedrals in the South       | Música clásica | Klanglogo             |

| Año  | Título                                                                       | Género             | Compañía discográfica        |
| ---- | ---------------------------------------------------------------------------- | ------------------ | ---------------------------- |
| 1972 | Musica Elettronica - Computer Music: Immigrati, Fawn                         | Música electrónica | Compagnia Editoriale Pianeta |
| 1972 | Les Saisons: Primavera che non vi rincresca                                  | Música electrónica | IMEB                         |
| 1976 | Steirischer Herbst - Ferrero-Neuwirth-Rühm: Le Néant où l'on ne peut arriver | Música clásica     | ORF                          |
| 1983 | Marco Fumo - Piano in Rag: My Rag                                            | Música clásica     | Fonit Cetra                  |
| 1983 | Fantasia su Roberto Fabbriciani: Ellipse                                     | Música clásica     | Philips                      |
| 1987 | Steirischer Herbst - Musikprotokoll 1987: Ostinato                           | Música clásica     | ORF                          |
| 1991 | Davide Ficco - Autori Italiani Contemporanei: Onde                           | Música clásica     | Oliphant                     |
| 1994 | Flavio Cucchi - Italian Guitar Music: Onde                                   | Música clásica     | Arc Music                    |
| 1995 | Dominique Visse - Songs for Seven Centuries: Mi palpita il cuore             | Música clásica     | King Records                 |
| 2002 | Sentieri selvaggi - Bad Blood: Glamorama Spies                               | Música clásica     | Sensible Records             |
| 2003 | Saxophone Colours - Italian & French music for saxophone and piano: My Blues | Música clásica     | Stradivarius                 |
| 2004 | L'arte del funambolo - new Italian music for saxophone & piano: My Blues     | Música clásica     | Stradivarius                 |
| 2006 | Sentieri selvaggi - AC/DC: Glamorama Spies                                   | Música clásica     | Cantaloupe Music             |
| 2009 | Ex Novo Ensemble - Ex Novo Ensemble: Three Simple Songs                      | Música clásica     | Stradivarius                 |
| 2011 | Duo Alterno - La voce contemporanea in Italia: Canzoni d'amore               | Música clásica     | Stradivarius                 |
| 2012 | Alberto Mesirca - ALBORADA Musica di autori italiani contemporanei: Onde     | Música clásica     | dotGuitar.It                 |
| 2017 | Mimmo Malandra - NOVOSAX Great Composers for Mimmo: Country Life             | Música clásica     | Sterling Records             |

| Año  | Título | Género             | Compañía discográfica |
| ---- | --- | ------------------ | --------------------- |
| 1982 | Zeitgenössische Musik in der Bundesrepublik Deutschland, 1970-80: Glas-Spiele (como intérprete)                                            | Música electrónica | Harmonia mundi        |
| 1986 | Josef Anton Riedl - Klangfelder: Klangsynchronie II, Reaktion auf Komposition für Elektronische Klänge Nr. 2, Epiphyt II (como intérprete) | Música electrónica | Loft                  |
| 2009 | Josef Anton Riedl - Klangregionen 1951-2007: Mix Fontana Mix, Klangsynchronie I (como intérprete)                                          | Música electrónica | Edition RZ            |
| 2010 | Josef Anton Riedl - vielleicht-perhaps-peut-être: Glas-Spiele (como intérprete)                                                            | Música electrónica | Neos                  |

| Año  | Título | Género      | Compañía discográfica |
| ---- | --- | ----------- | --------------------- |
| 1995 | Christmas in Vienna III: Hark! The Herald Angels Sing, Noël d'autrefois, When A Child is Born, Carol of the Bells, The Twelve Days of Christmas, Kumbayah, and A Very Private Christmas - arreglo Lorenzo Ferrero | Villancicos | Sony Classical        |
| 1997 | A Tenors Christmas: A Very Private Christmas - arreglo Lorenzo Ferrero | Villancicos | Sony Classical        |
| 1997 | Plácido Domingo - The Domingo Collection: The Student Prince: I'll walk with God - arreglo Lorenzo Ferrero | Villancicos | Sony Classical        |
| 1998 | The Best of Christmas in Vienna: Noël d'autrefois, When a Child is Born, Carol of the Bells, The Twelve Days of Christmas, Kumbayah - arreglo Lorenzo Ferrero                                                     | Villancicos | Sony Classical        |
| 1998 | I'll be Home for Christmas: Hark! The Herald Angels Sing, A Very Private Christmas, The Twelve Days of Christmas, Kumbayah - arreglo Lorenzo Ferrero                                                              | Villancicos | Sony Classical        |
| 2000 | Christmas All Over The World: Hark! The Herald Angels Sing - arreglo Lorenzo Ferrero | Villancicos | Sony Classical        |
| 2006 | Weihnachtszeit mit Holger Wemhoff: Hark! The Herald Angels Sing, When a Child is Born - arreglo Lorenzo Ferrero                                                                                                   | Villancicos |                       |